# Paycor Stadium
Paycor tadium (tidigare Paul Brown Stadium) är en utomhusarena, främst avsedd för amerikansk fotboll, i Cincinnati, Ohio, USA. Arenan, som invigdes 2000 är hemmaarena för NFL-klubben Cincinnati Bengals.